# Askold a Dir

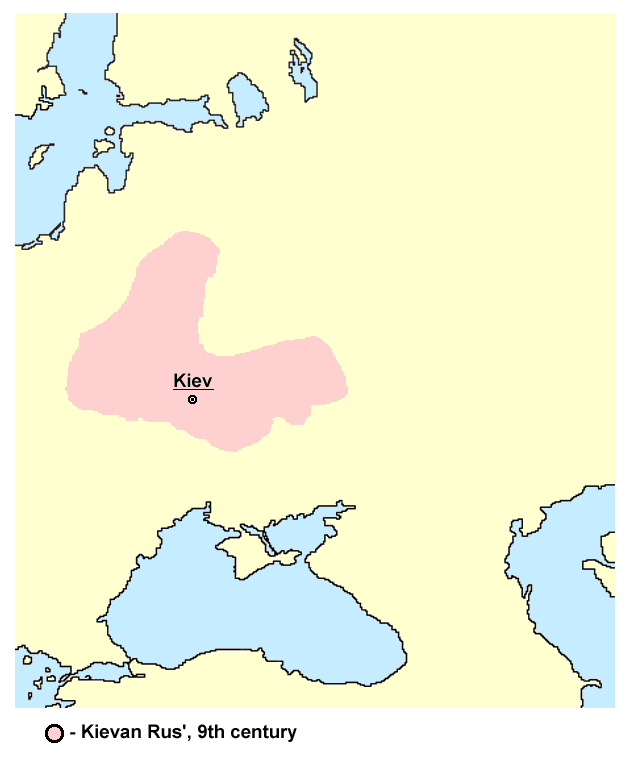
Kyjevská Rus v 9. století

Askold († 882) a Dir († 882) byli legendární švédští varjagové, doložení pouze v jediném písemném prameni, a to nejstarším ruském letopisu, známém pod názvem Povesť vremennych let. Skandinávské prameny včetně ság je neznají, proto nelze jejich konkrétní existenci prokázat.
Letopis o nich k roku 862 vypráví, že přišli na Rus v Rurikově družině, ale požádali ho, že potáhnou dál na Konstantinopol. Cestou „uzřeli na hoře městečko hrazené“, Kyjev, jehož obyvatelé platili daně Chazarům, a zmocnili se zde vlády.
Podle Povesti vremennych let podnikli Askold a Dir se svými muži roku 866 první historicky známý nájezd Rusů na Konstantinopol a oblehli ho. Byzantské prameny, z nichž nejdůvěryhodnější jsou dvě dochovaná kázání tehdejšího konstantinopolského patriarchy Fótia, kladou tuto událost již do prvních letních dní roku 860. Město samo se Kyjevanům sice dobýt nepodařilo, jejich bojovníci však několik týdnů pustošili pobřeží, dokud se císař Michael III. nevrátil z výpravy proti Arabům a útočníky nezahnal. Jde o první v pramenech doloženou vojenskou výpravu varjagů-Rusů proti Byzanci. Jména jejich velitelů nejsou ve Fótiových kázáních ani v jiných pramenech doložena.
Roku 882 „přitáhl k horám Kyjevským Oleg a shledal, že tu panují Askold a Dir.“ Vylákal je lstí z města, a když k němu přišli, řekl jim: „Vy nejste knížata, ani rodu knížecího, ale já jsem rodu knížecího a tento jest syn Rurikův,“ a ukázal jim malého Igora. Tak byli Askold a Dir zabiti a vlády v Kyjevě se ujal jménem Rurikova následníka Igora Oleg. Tato událost je považována za počátek státnosti Kyjevské Rusi.